# Margaret Ursula Jones
Margaret Ursula Jones (nacida Owen, 16 de mayo de 1916 – 23 de marzo de 2001) fue una arqueóloga inglesa, mejor conocida por dirigir importantes excavaciones en Mucking, Essex.
Nacida en Birkenhead, Jones se involucró por primera vez en la arqueología mientras estudiaba en la Universidad de Liverpool, donde trabajó como voluntaria en las excavaciones de WJ Varley . Después de graduarse, trabajó como censora postal en tiempos de guerra y fotoperiodista independiente, mientras continuaba trabajando como voluntaria en excavaciones arqueológicas en Gran Bretaña. En 1956, Jones comenzó a trabajar para el Ministerio de Obras Públicas como arqueólogo independiente en el floreciente campo de la arqueología de rescate . Trabajó en varios sitios, pero es más conocida por sus excavaciones en Mucking, un importante asentamiento anglosajón y cementerio asociado, con hallazgos que van desde la Edad de Piedra hasta el período medieval.
La excavación de Mucking, que Jones dirigió de 1965 a 1978, se convirtió en la excavación arqueológica más grande jamás realizada en Gran Bretaña. Produjo un volumen de material sin precedentes, aunque algunos arqueólogos académicos han criticado el hecho de que los resultados no aparecieron impresos hasta décadas después de que terminara la excavación. El trabajo de Jones en Mucking, así como su papel en la fundación del grupo de campaña Rescue, influyó en el establecimiento de la arqueología comercial moderna en Gran Bretaña.

## Primeros años (1916-1956)
Margaret Ursula Owen nació el 16 de mayo de 1916 en Birkenhead, de padres de clase media. Asistió a la Calder High School for Girls en Liverpool antes de leer Geografía en la Universidad de Liverpool. En Liverpool, Jones recibió clases del arqueólogo WJ Varley y se ofreció como voluntario en sus excavaciones de castros en Cheshire a finales de la década de 1930. En estas excavaciones conoció a Tom Jones, otro de los asistentes de excavación de Varley (Tom Jones era miembro del club de remo de la universidad, que Varley entrenaba), con quien se casó en junio de 1940. Jones trabajó como censor postal durante la Segunda Guerra Mundial. Posteriormente, ella y su marido se mudaron a Hereford y se ganaron la vida como fotoperiodistas independientes; Margaret escribió artículos para acompañar las fotografías tomadas por Tom.

## Arqueólogo independiente (1956-1965)
Mientras trabajaban como fotoperiodistas, los Jones continuaron trabajando como voluntarios en excavaciones arqueológicas en Gran Bretaña y, en 1956, Margaret comenzó a trabajar como arqueóloga independiente para el Ministerio de Obras Públicas . En ese momento, el Ministerio era responsable del mantenimiento de los monumentos antiguos y, por extensión, del gran volumen de arqueología de rescate necesario para documentar los sitios arqueológicos antes de que fueran destruidos por el auge de la construcción de posguerra. Se empleó una pequeña fuerza laboral de arqueólogos itinerantes para excavar estos sitios antes del desarrollo. Entre 1956 y 1965, Margaret Jones dirigió varias excavaciones de este tipo en Buckinghamshire, Yorkshire y Lincolnshire (incluido Old Sleaford).

## Mucking (1965-1978)
En 1965, el Ministerio de Obras Públicas pidió a Jones que realizara una excavación en Linford, una gravera cerca del pueblo de Mucking en el estuario del Támesis. El sitio había sido descubierto en fotografías aéreas tomadas por Kenneth St Joseph y confirmado en una pequeña caminata de campo realizada por la Sociedad de Historia Local de Thurrock. Estas investigaciones iniciales dieron como resultado que el sitio fuera designado Monumento Programado en virtud de la Ley de Monumentos Antiguos de 1931 y, dado que estaba amenazado por la extracción de grava, llevó al Ministerio a encargar una excavación exploratoria. Jones rápidamente concluyó que las marcas de cultivos en Mucking representaban un sitio extenso con restos de la Edad del Hierro, romanos, anglosajones y medievales tempranos. Sobre esa base, el Ministerio amplió su contrato e inició una excavación completa del sitio.
La excavación de Mucking se convertiría en la mayor jamás realizada en Gran Bretaña. Para anticiparse a su destrucción por parte de la empresa de grava propietaria, Jones, con la ayuda de su marido Tom, dirigió el trabajo en el sitio de forma continua durante 13 años. Inusualmente, excavaron durante todo el año, vivieron en una pequeña caravana y emplearon una fuerza laboral cambiante de arqueólogos independientes y voluntarios de todo el mundo. Cuando finalmente se completó en 1978, la excavación cubría 44 acres y había registrado 44.000 elementos arqueológicos, incluidos entierros en vasos de precipitados; un castro de la Edad del Bronce; un asentamiento y cementerio de la Edad del Hierro; una villa romana y un cementerio; uno de los asentamientos anglosajones más importantes de Gran Bretaña; dos grandes cementerios anglosajones; y un sistema de campo medieval. En él participaron 5.000 arqueólogos y voluntarios y se recuperaron 1,7 millones de hallazgos.
Como la excavación más grande en Gran Bretaña, Mucking fue reconocida entre los arqueólogos a finales de los años 1960 y 1970: en su obituario de Jones, The Independent dijo de ella, "para una generación de arqueólogos respetables de mediana edad... haber excavado con Margaret Jones en Mucking sigue siendo una insignia de honor". Muchos jóvenes arqueólogos pasaron por el sitio, entre ellos Mike Pitts, Paul Barford y Monica Barnes. El sitio contaba con un presupuesto ajustado y las condiciones de vida allí eran notorias:

The conditions were tough: accommodation ranged from your own tent to leaking huts; food was the cheapest line from the cash and carry, creatively supplemented with wild gleanings (I once asked the cook what was for supper, to learn she had spent her afternoon removing, as instructed, mouse-droppings from a sack of rice); and entertainment consisted of a night-time drive round one of the uncannily-automated oil-refining stations along the coast.
Mike Pitts

La propia Jones también se ganó la reputación de ser una figura excéntrica e intimidante: "indomable, formidable, poco dispuesta a sufrir a los tontos, pero muy amable con aquellos a quienes consideraba dignos de ayuda, dedicada e inventiva". Era conocida por emitir "memorandos concisos" firmados simplemente, "–muj".

## Años posteriores (1978-2001)
Después de completar las excavaciones en Mucking en 1978, los Jones se retiraron de la arqueología de campo y regresaron a su cabaña en Hereford. Margaret se convirtió en la patrocinadora de la Sociedad de Historia Local de Thurrock (la fuente de muchos voluntarios para la excavación de Mucking) y formó parte de muchos otros comités de arqueología en Essex. En este cargo, impartió regularmente conferencias, visitas guiadas y charlas a escolares de todo el condado.Margaret Jones murió el 23 de marzo de 2001. En sus últimos años había tenido la enfermedad de Parkinson y falleció antes que su esposo Tom, quien murió después de un derrame cerebral en 1993.

## Legado
La carrera de Jones se desarrolló en un contexto de creciente profesionalización y comercialización de la arqueología, en la que la propia Jones participó. Durante su trabajo como arqueóloga independiente para el Ministerio de Obras Públicas en las décadas de 1950 y 1960, Jones vio la rápida destrucción de sitios arqueológicos por la construcción y el desarrollo, y lamentó la falta de recursos asignados para documentarlo adecuadamente. A Jones y sus colegas solo se les pagó una tarifa diaria por el tiempo dedicado a excavar y los costos directamente incurridos, lo que impidió cualquier análisis posterior a la excavación o publicación de sus hallazgos. Aunque Mucking fue la excavación más grande del país durante más de una década, la llevó a cabo con un presupuesto reducido y dependió en gran medida del trabajo voluntario. En 1973 participó en la fundación del grupo de campaña Rescue, que presionó para que el gobierno aumentara la financiación para la arqueología de rescate. Esta iniciativa finalmente tuvo éxito, trasladando cada vez más el trabajo de excavación previa al desarrollo de voluntarios a arqueólogos profesionales, y culminando en la creación de la arqueología comercial moderna con la publicación de la Nota de orientación sobre políticas de planificación 16 en 1991. Según su obituario Mike Pitts, Jones también influyó en la formación de la arqueología de rescate moderna en Gran Bretaña al demostrar una "excavación de rescate tenaz a gran escala" en Mucking.
Los arqueólogos académicos criticaron el trabajo de Jones en Mucking como uno de los principales ejemplos de "excavación sin publicación". Argumentaron que dado que el objetivo principal de cualquier excavación arqueológica es la "preservación mediante registros", no publicar los resultados equivalía a destruir la arqueología sin propósito, y que era irresponsable excavar grandes áreas sin los medios para procesar y difundir adecuadamente los resultados. . De hecho, en trece años de excavaciones continuas en Mucking, Jones sólo publicó un artículo breve sobre los resultados de sus excavaciones de prueba en 1965. Cuando se completó el proyecto en 1978, a pesar del enorme volumen de material recuperado, muy poco había sido analizado y ninguno había sido publicado. Al final, la publicación final de Mucking corrió a cargo de otros (English Heritage and the Cambridge Archaeological Unit), cuyo primer volumen no apareció hasta 2015, catorce años después de la muerte de Jones. Jones argumentó que como el sitio estaba siendo destruido constantemente por la extracción de grava en el lugar, no podía darse el lujo de tomarse un tiempo del año para la post-excavación, ni tenía los fondos para completarla.
A pesar de su reputación a veces temible como directora de la excavación de Mucking, la arqueóloga Monica Barnes consideraba a Jones un modelo a seguir:

Many people were intimidated by Mucking's excavator, Mrs. Margaret U. Jones, B.A., as she signed herself, but I saw her as a role model, a strong, dedicated, no-nonsense woman of great professional skill, with a very complex and important project. I felt that earning Margaret's trust was a real honor. It was only years later, when I read some of the Mucking publications, that I learned that she had never managed anything of that scope before, and was, by her own admission, figuring things out as she went along. She did a splendid job.